# Opel-Rennbahn

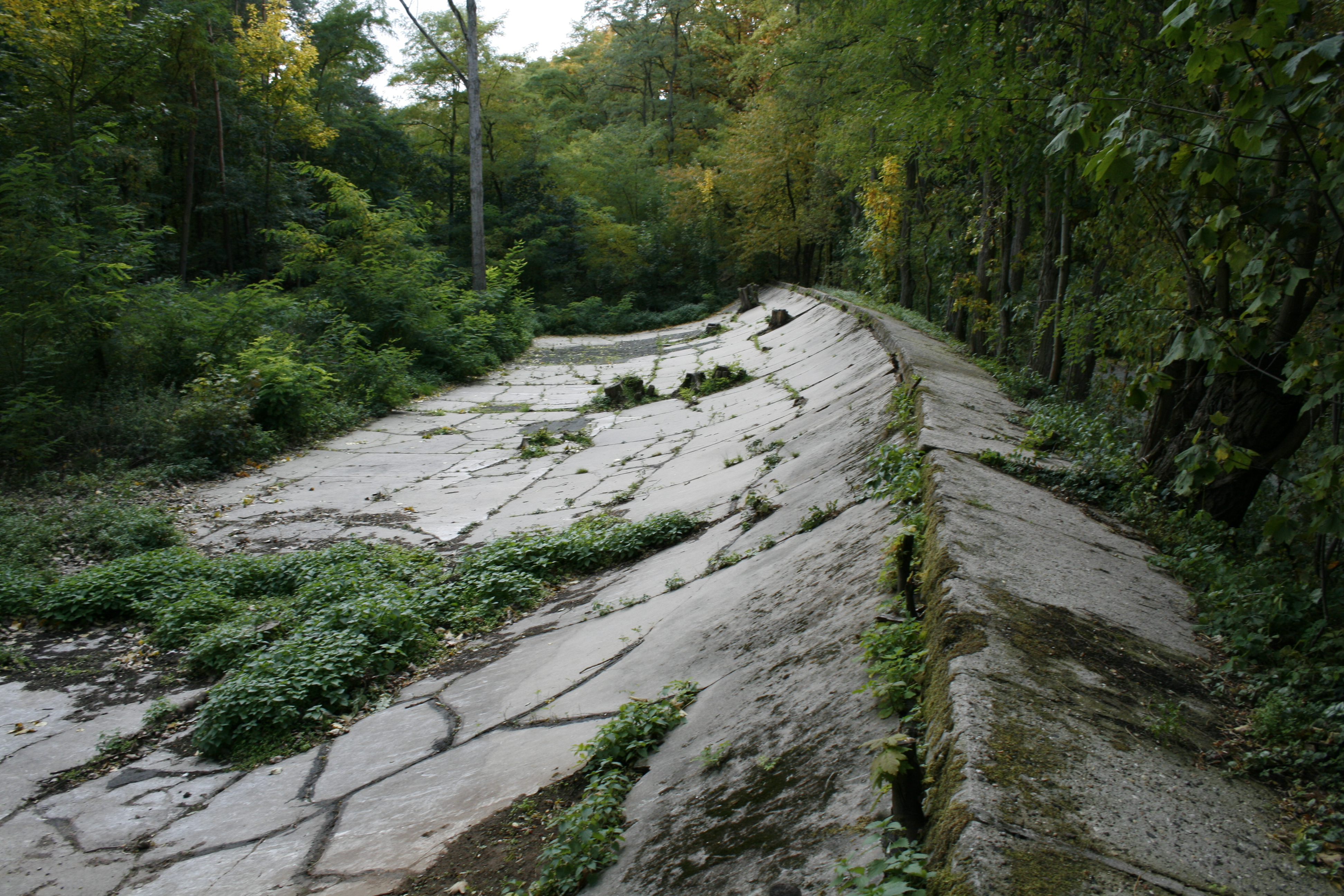
Teil der Nordkurve 2008

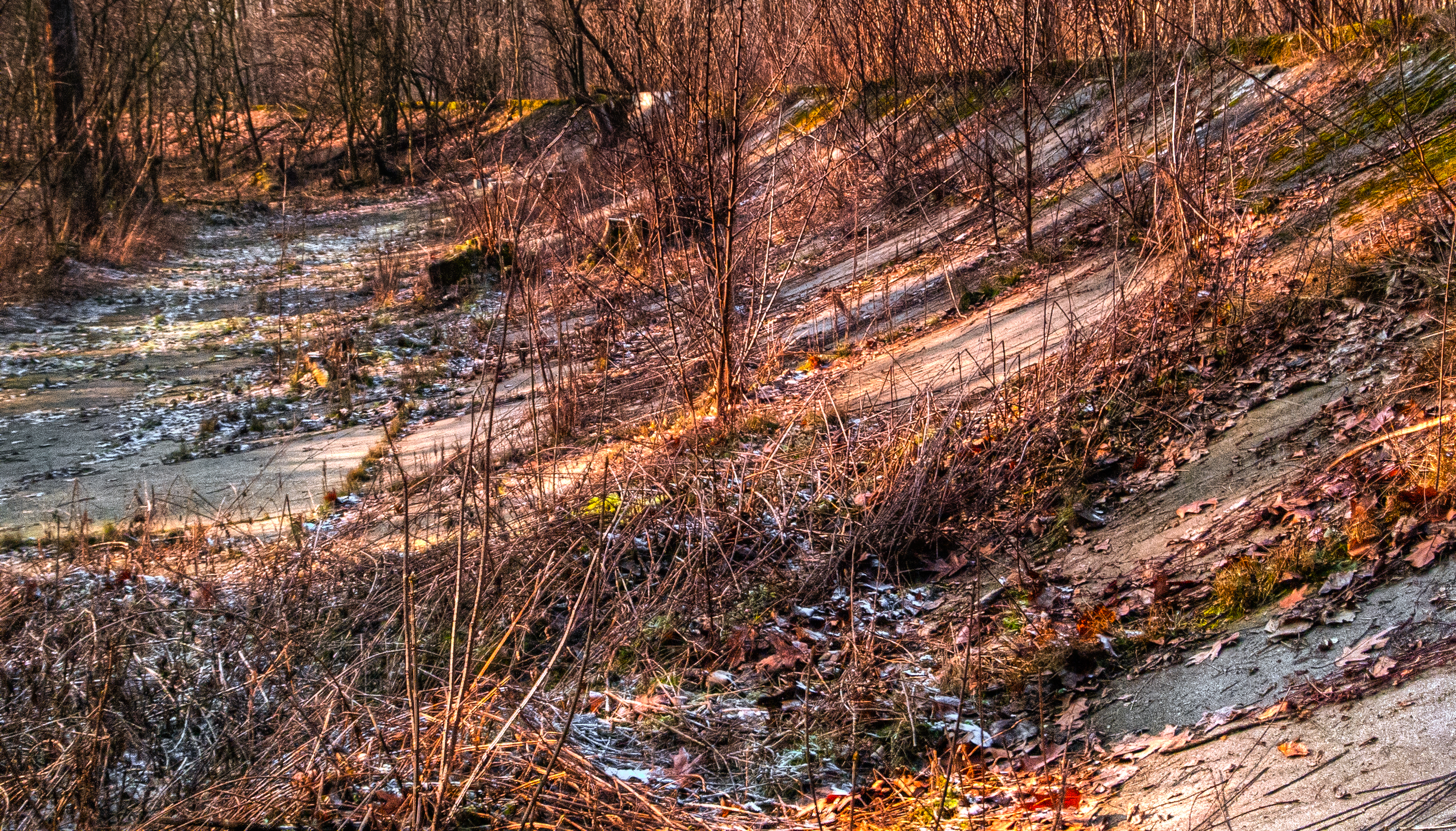
Derselbe Teil im Januar 2011

Die Opel-Rennbahn ist eine ehemalige Test- und Rennstrecke, die von der Adam Opel AG 1919 in einem Wald etwa zwei Kilometer südlich von Rüsselsheim am Main am Schönauer Hof errichtet wurde. Sie war die erste zweckgebunden errichtete Motorsport-Renn- und Teststrecke in Deutschland. Das Gelände ist heute im Besitz der Stadt Mainz, die hier ein Wasserwerk betreibt.

## Geschichte bis 1946
Anlass für den Bau der Opel-Rennbahn waren massive Beschwerden der Rüsselsheimer Bevölkerung über die Raserei und den unerträglichen Lärm der Opel-Testfahrten auf den öffentlichen Straßen der Stadt, die zudem Straßenschäden aufgrund der teils schlechten Bereifung der Autos verursachte. Daher trug die hessische Regierung 1915 den Opelwerken auf, zum Ausprobieren der Automobile eine eigene Verkehrsstrecke anzulegen, damit das Publikum nicht durch die Raserei gefährdet wird. Das war der Anstoß für den im Kriegsjahr 1917 begonnenen und 1919 vollendeten Bau der Opelbahn.
Aufgrund ihrer Auslegung als Ovalkurs, einer Streckenbreite von zwölf Metern und den hohen Steilwandkurven galt die 1917 angelegte und 1919 in Betrieb genommene Teststrecke in den 1920er Jahren als die schnellste Rennstrecke Europas. Durchschnittsgeschwindigkeiten von bis zu 140 km/h waren möglich. Die Opel-Rennbahn wurde für öffentliche Rad-, Motorrad- und Autorennen genutzt und lockte in Spitzenzeiten bis zu 50.000 Besucher an. Unter anderen starteten hier Jimmie Simpson, Guido Mentasti und Hermann Lang. Sie war zugleich Teststrecke der Adam Opel AG, die dort immer wieder Neuentwicklungen erprobte, unter anderem den Raketenwagen Opel RAK1. Aufgrund der technischen Entwicklung im Automobilsport sowie den Eröffnungen der AVUS, des Nürburgrings und des Hockenheimrings wurden auf der Rennbahn allerdings ab 1930 immer weniger Rennsport-Veranstaltungen ausgetragen. Nach Ende des Zweiten Weltkriegs wurde das Gelände vorübergehend von der US-Armee genutzt.

## Zustand seit 1946
Seit 1946 wurde die Nutzung der Opel-Rennbahn zwar vollends aufgegeben, aber die Anlage nicht abgerissen. Im Jahr 1949 lief der Pachtvertrag mit der Stadt Mainz aus. Daraufhin wurden an einigen Stellen Löcher in die Piste geschlagen, um dort Bäume anzupflanzen. In den 1960er Jahren wurde ein Teil der Zielgeraden für den Neubau der Landesstraße L3012 abgebrochen. Die Piste ist heute zwar teilweise überwuchert, aber noch gut zu erkennen; insbesondere die Steilwandkurven sind noch fast vollständig erhalten. In Folge verschiedener Initiativen ist die Bahn seit 1987 als technisches Kulturdenkmal eingetragen. Inzwischen ist die historische Anlage als Industriekulturerbe in den Regionalpark Rhein-Main eingebunden. Seit 2013 ragt eine kleine, begehbare Aussichtsplattform mit Informationstafeln in die Nordkurve hinein.

## Streckenbeschreibung
Die 1,5 km lange und 12 m breite Betonstrecke hatte die Form einer asymmetrischen Ellipse in Nord-Süd-Ausrichtung und umschloss einen Innenbereich mit einer Fläche von 15,34 ha. Die 32 cm dicke Fahrbahn – davon 16 cm Beton – war mit einem Inneren Sicherheitszonenstreifen von 8 m Breite ausgestattet und wurde nach außen durch einen durchgehenden 1,5 m breiten Betonkragen abgegrenzt, hinter dem die Zuschauer in den ersten Jahren unmittelbar an der Strecke standen. Erst in den Folgejahren wurden zum provisorischen Schutz des Publikums Holzzäune an diesem Kragen errichtet. Die Strecke bestand aus einer mit Teer verfugten Betonplattenbahn bei der die Platten alle 5 m mit Teer verfugt worden waren. Die gesamte Strecke hatte eine Außenneigung, wobei diese in den Kurven bis zu 32° betrug.
An der Strecke gab es insgesamt fünf Tribünen. Drei waren für Zuschauer reserviert, eine für die Presse und Zielrichter und auf der Ehrentribüne nahmen Ehrengäste und die Familie Opel bei Veranstaltungen Platz. Weitere Gebäude gab es in Form eines Wärterhauses, Geräteschuppen und Toilettenanlagen. Zufahrt bzw. Zugang in den Innenbereich boten eine Unterführung sowie eine hölzerne Zuschauerbrücke über die Strecke.
Aufgrund ihres baulichen Zuschnitts erhielt die Rennbahn den Spitznamen „Der Nudeltopf“.

## Veranstaltungen
Am Tag der Eröffnung für den allgemeinen Publikumsverkehr am 24. Oktober 1920 fand vor 10.000 Zuschauern der erste Wettbewerb statt. Dazu luden der Hessische Automobilclub und der Wiesbadener AC mit einem „Kombinierten Wettbewerb für Automobile“, zur Einweihung der Strecke ein. In diesem Jahr wurden in der Hauptsache Motorrad- und Kleinwagenrennen ausgetragen. In den Folgejahren bis Anfang der 1930er Jahre fanden an den Wochenenden immer öfter Rennen für Automobile, Motorräder (auch mit Seitenwagen) und Fahrräder (auch Steherrennen), teilweise kombiniert, statt. Werktags wurde die Bahn für Testfahrten benutzt.
Das 1. Wiesbadener Automobil-Turnier, das sich damals noch „Wiesbadener Automobil-Wettbewerbe“ nannte, wurde am 21. und 22. Mai 1921 abgehalten. Es bestand aus einer Sternfahrt nach Wiesbaden und einem Rennen über 9 km auf der Opelbahn in Rüsselsheim. Am Start waren Fahrzeuge, die noch aus den letzten Kriegsjahren oder der ersten Nachkriegsfertigung stammten.
In den 1920er Jahren wurden weitere Autorennen veranstaltet, wie u. a.:
- 1922 Der Große Opelpreis (Preisgeld 100.000 Reichsmark)
- 19. Oktober 1924 Automobil & Motorradrennen
- 31. Mai 1925 Automobil & Motorradrennen
- 11. Mai 1930 ADAC Opelbahnrennen für Automobile und Motorräder

Nach 1932 fanden kaum noch Rennen statt und die Bahn wurde nur noch für Testfahrten von Neu- und Sonderkonstruktionen genutzt.

## Sonstiges
Für die Rennsimulation Assetto Corsa wurde 2021 ein 3D-Modell der Opel-Rennbahn als Add-On-Track erstellt.